# Wilkhahn
Wilkhahn Wilkening + Hahne GmbH & Co. KG es un fabricante de muebles alemán con sede en Bad Münder am Deister.

## Empresa
La empresa fue fundada en 1907 como una fábrica de sillas en Bad Münder, cerca de Hannover, por Friedrich Hahne y Christian Wilkening. El nombre de la empresa deriva de sus apellidos. Durante casi 40 años, el fabricante produjo muebles de asiento de haya maciza. A partir de 1946, los hijos Fritz Hahne y Adolf Wilkening asumieron la dirección. A partir de entonces, dieron forma a la empresa a través de la responsabilidad social corporativa, así como una especialización en diseño moderno de sus productos, estableciendo Wilkhahn como una marca internacional. 
Con la introducción de un plan de pensiones para empresas (1954), préstamos empresariales favorables para los empleados y, finalmente, un plan de participación en los beneficios del 50% para los empleados (1971), Fritz Hahne se convirtió en un modelo para el empresariado social junto con personalidades empresariales como Philipp Rosenthal o Reinhard Mohn. 
La empresa sigue siendo de propiedad familiar hoy en día, y el presidente del comité de empresa representa los intereses de la sociedad de cartera de empleados en el consejo asesor. Para desarrollar nuevos productos, Fritz Hahne inició una serie de colaboraciones con arquitectos y diseñadores de renombre desde la década de 1950 en adelante. La antigua empresa de artesanía regional experimentó con nuevos materiales, encontró su propio lenguaje de diseño y avanzó gradualmente hasta convertirse en un fabricante de muebles de oficina conocido internacionalmente. Ya en la década de 1960, los temas de conciencia ambiental y la longevidad de los productos pasaron a primer plano en la filosofía corporativa. "En caso de duda, el aspecto ecológico es más importante que el beneficio rápido", decidió la Junta Directiva en 1989. La empresa fue galardonada con el Premio Medioambiental Alemán de la Fundación Ambiental Federal Alemana en 1996 por su cambio ecológico integral y holístico.  
En 1993, Jochen Hahne se unió a la empresa familiar de su padre, Wilkhahn, convirtiéndose en director general en 1997 y presidente de la junta en el año 2000. Bajo su dirección, se buscó internacionalizar aún más la compañía con filiales en Australia, Dubái y Estados Unidos Además se creó un proyecto llamado Zukunft der Arbeit (traducible como “Futuro del trabajo”) en la EXPO 2000, implementándose un moderno plan de pensiones empresarial, así como la posibilidad de que los empleados adquirieran participaciones en la empresa. 
Wilkhahn emplea actualmente a unas 500 personas en todo el mundo (mayo de 2014) y más de 70% de las ventas totales se obtienen fuera de Alemania. Además de las instalaciones de producción en Bad Münder, Alemania, los muebles Wilkhahn también se producen en Sídney, Australia (para el mercado asiático). 

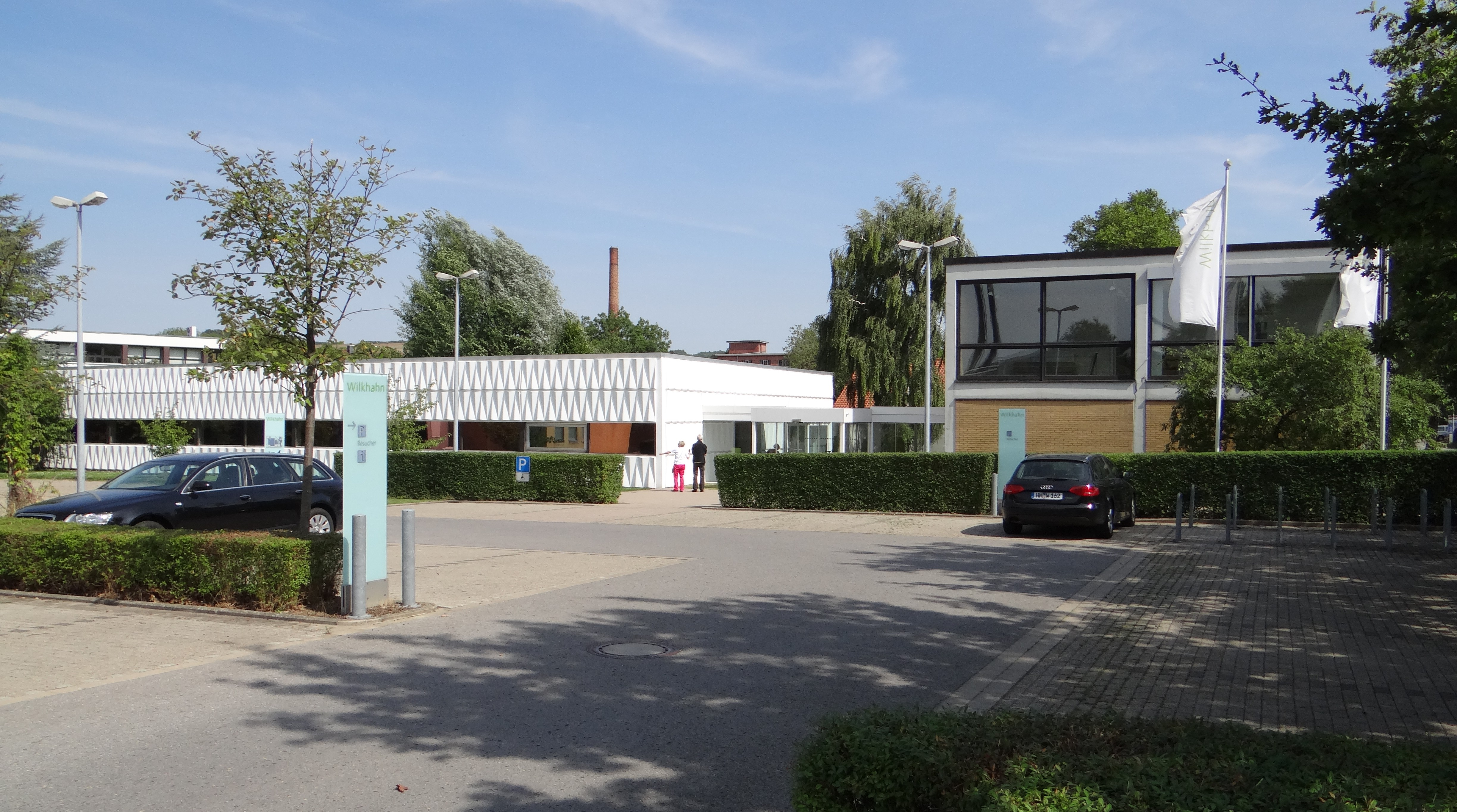
Edificio de oficinas en Eimbeckhausen

## Historia del producto
Especializados inicialmente en sillas de madera maciza, se produjo un cambio en el diseño del producto a partir de la década de 1950. En estrecha cooperación con Deutscher Werkbund y Hochschule für Gestaltung (HfG) en Ulm, Wilkhahn se basó en el lema "desarrollar productos duraderos, aumentar el valor práctico y reducir el desperdicio". Diseñadores como Roland Rainer, Hans Bellmann, Walter Papst, Herbert Hirche y Georg Leowald dieron forma al nuevo lenguaje de diseño de la empresa. El uso de nuevos materiales como fibra de vidrio, poliéster y acero dio como resultado una gama de productos de vanguardia inspirada en el diseño industrial. En la década de 1970, el enfoque se expandió al diseño de sillas de oficina ergonómicas. Después de la introducción de la silla articulada 232/6 de Wilhelm Ritz a principios de la década de 1970, la "línea FS" diseñada por Klaus Franck y Werner Sauer en 1980 se convirtió en la primera silla de oficina de manejo intuitivo con función automática sincronizada como modelo para toda una generación de sillas de oficina. En la década de 1990, el diseñador Andreas Störiko desarrolló la primera mesa plegable flexible para la gama Confair para espacios de comunicación flexibles que reflejan el cambiante mundo del trabajo. La nueva orientación ecológica de la empresa también se hizo sentir en el desarrollo de productos: la silla giratoria “Picto”, presentada en 1992, fue reconocida como la primera silla de oficina por su implementación bajo una consideración constante de criterios ecológicos. Con el "ON", Wilkhahn introdujo un concepto de silla de oficina en 2009 que anima a todo el cuerpo a moverse naturalmente cuando está sentado. El desarrollo de la silla estuvo acompañado por Ingo Froböse del Centro de Salud de la Universidad Deportiva Alemana de Colonia. 2012, la silla de oficina ON recibió el Premio Federal de Ecodiseño, otorgado por la Agencia Federal del Medio Ambiente y el Ministerio Federal del Medio Ambiente.

## Arquitectura
En 1959, Wilkhahn y arquitecto y miembro Werkbund Herbert Hirche construyó un edificio administrativo inspirado en la escuela de diseño Bauhaus en Eimbeckhausen, Bad Münder. Una estructura de hormigón con una fachada de clinker caracteriza su apariencia. Con planos del arquitecto Georg Leowald, se construyeron al mismo tiempo nuevas salas de producción y almacenamiento, así como una sala de calderas, que se construyó según el principio de piel y esqueleto. En 1988 Wilkhahn amplió su planta de producción con edificios diseñados por el arquitecto Frei Otto. Los cuatro pabellones galardonados en forma de carpa se diseñaron con una construcción de techo suspendido de madera que permiten un uso flexible: ya sea como salas de producción, salas de exposición (como parte de la EXPO 2000) o como entorno de administración y trabajo para la fabricación de Wilkhahn para productos personalizados.
Las salas, inauguradas en 1993 por el arquitecto Thomas Herzog, expresan visiblemente los estándares ecológicos de la empresa hasta el diseño de las instalaciones de producción industrial. El uso óptimo de la luz del día, la ventilación natural, la construcción de madera y el uso de paneles solares fueron decisivos para el diseño del edificio. Cuatro “caballetes de madera”, en los que se encuentran las oficinas, dividen el espacio del piso en tres salas iguales, libres de columnas y permiten distancias cortas entre la producción y la administración. Estas salas de producción también recibieron numerosos premios de arquitectura y todavía se consideran ejemplares en la actualidad. En 2006, los arquitectos de Hannover Pax Brüning revisaron y ampliaron la recepción en el “Hirche-Bau” en Eimbeckhausen. En 2007, Wilkhahn construyó una central térmica tipo bloque. Funciona con calor y energía combinados a base de materias primas renovables y con una eficiencia de más de 80%. La planta de energía alimenta energía a la red eléctrica local, su calor residual se utiliza para calentar los edificios en el sitio. Además, Wilkhahn utiliza para la calefacción una planta de biogás vecina, por lo que las emisiones de CO2 podrían reducirse en más de 50%. 

## Premios
- Premio Alemán de Marketing (1992)
- Adjudicación federal de los fondos del seguro médico de la empresa para el cuidado de la salud (1995)
- Premio Alemán de Medio Ambiente (1996)
- Premio de Conciencia Corporativa del Consejo de Prioridades Económicas (1997)
- Premio federal a los mecenas del diseño (para el empresario Fritz Hahne) (1999)
- Premio Europeo a las Buenas Prácticas en Seguridad y Salud (2000)

## Enlaces web
- Sitio web
- El nuevo milagro económico de Alemania, septiembre de 2011, en alemán.